# رنگ شب
رنگ شب فیلمی به کارگردانی و نویسندگی محمدعلی سجادی ساختهٔ سال ۱۳۷۹ است.

## بازیگران
| بازیگر         | نقش                 |
| -------------- | ------------------- |
| فریبرز عرب نیا | رسول                |
| لعیا زنگنه     | زهره                |
| فرهاد قائمیان  | بازپرس              |
| محمد ابهری     | حاجی                |
| حمیرا ریاضی    | بتول                |
| لعیا باستانی   | زنی با چشم‌های جهنده |
| غلامرضا اصانلو | رئیس دادگاه         |
| الهام سنایی    | زن جوان             |
| بهاره لنکرانی  | زن شیک پوش          |
| خاتون یزدانی   | زن چادری            |

## خلاصه داستان
رسول، کارمند بانک، با زنی به نام بتول و پسرش تصادف می‌کند و وقتی آنها را به بیمارستان می‌رساند متوجه می‌شود که زن دچار فراموشی شده. زهره همسر رسول، به بیمارستان می‌آید و از زن مراقبت می‌کند. زهره و بتول با هم صمیمی می‌شوند و چون بتول کسی را ندارد او را به خانه رسول می‌برند. زهره پس از مدتی از حضور او معذب می‌شود و از رسول می‌خواهد تکلیف او را روشن کند. بتول وقتی می‌فهمد باید خانه را ترک کند مدعی می‌شود همسر رسول است و وقتی رسول برای مأموریتی به شمال رفته بوده، با هم آشنا شده‌اند و این پسر هم فرزند رسول است. زندگی رسول به هم می‌ریزد و زهره هم‌خانه را ترک می‌کند. رسول و بتول از یکدیگر شکایت می‌کنند و دادگاه برای روشن شدن قضیه رسول و پسر بتول را به آزمایشگاه می‌فرستد. در آنجا مشخص می‌شود رسول اساساً نمی‌تواند بچه دار شود، در حالی که رسول و زهره دختر کوچکی دارند. زندگی رسول دوباره به هم می‌ریزد. او که به صداقت زهره شک کرده، در خیابان‌ها سرگردان می‌شود تا توسط پلیس بازداشت می‌شود. از او بازجویی می‌شود و عکس زنان و دختران مختلفی به او نشان داده می‌شود. معلوم می‌شود بتول در ادامه نقشه اش در تصادفی کشته شده است. بازپرس دربارهٔ گذشته رسول سئوال می‌کند و او به یاد می‌آورد که وقتی متوجه خیانت زهره شده او را طلاق می‌دهد و به دلیل بدبینی به زن‌ها، قتل تک تک آنها را شروع می‌کند. رسول به قتل صاحبان عکس‌ها اعتراف می‌کند و آخرین عکس هم متعلق به زهره است که با چهره ای خونین روی زمین افتاده. رسول به یاد می‌آورد که پس از طلاق، زهره یک بار دیگر پیش او آمده تا برایش توضیح دهد اما رسول زن را از اتومبیل به بیرون پرتاب کرده است. بازجو به رسول می‌گوید زود قضاوت کرده، چون جواب آزمایشش اشتباه بوده و زهره هیچ وقت به او خیانت نکرده و مجازات رسول اعدام است. دست آخر معلوم می‌شود زهره هم که از زندگی ناامید شده بوده، خودش و دخترش را از ساختمان بلندی به پایین پرت کرده است.